# Ulrika Francke
Ulrika Francke, född Tengroth 10 maj 1956 i Stockholm, är en svensk företagsledare och tidigare politiker (folkpartist). Hon har varit ordförande i Liberala studentförbundet och borgarråd i Stockholm. Sedan år 2022 är ordföande av Internationella standardiseringsorganisationen.

## Yrkesliv
Francke är dotter till Björn Tengroth. Mellan åren 1992 och 1999 var Francke förvaltningschef i Stockholm, mellan 1992 och 1996 stadsbyggnadsdirektör för Stockholms stadsbyggnadskontor och därefter direktör för gatu- och fastighetskontoret fram till 1999. Hon var därefter verkställande direktör för SBC och var 2006–2017 VD för konsultbolaget Tyréns.
Francke klev 2002 in som ledamot i Swedbanks styrelse. Från 2016 var hon dess vice ordförande och efter Lars Idermarks avgång i april 2019 styrelsens tillförordnade ordförande fram till extrastämman i juni 2019, då hon avgick och ersattes av Göran Persson.
År 2018 utsågs Francke till styrelseordförande i Vasakronan.
Francke invaldes 1998 som ledamot av Ingenjörsvetenskapsakademien.